# فهد الرجعان
فهد مزيد رجعان الرجعان (23 ديسمبر 1948 - 6 سبتمبر 2022)؛ مدير عام المؤسسة العامة للتأمينات الاجتماعية السابق مُنذ 1984 حتى 2012. حُكم على الرجعان غيابيًا في محكمة كويتية مدى الحياة بتهمة اختلاس أموال عامة وإخفائها في حسابات بالخارج.

## نشأته ودراسته
ولد فهد الرجعان في مدينة الكويت في عام 1948. انتقل بعد انتهائه من دراسة المراحل التعليمية الابتدائية والثانوية، إلى الخارج ليحصل على درجة البكالوريوس في إدارة الأعمال من الجامعة الأميركية في واشنطن العاصمة.

## عمله
بدأ بعد تخرجه حياته العملية في الشركة الكويتية للاستثمار ومن ثم المجموعة الاستثمارية المملوكة لدولة الكويت لمدة 9 سنوات، وتدرج خلالها حتى أصبح نائبًا لرئيس بنك الكويت الصناعي، ورئيسًا للبنك الكويتي المتحد في عام 1981 قبل دخوله المؤسسة العامة للتأمينات الاجتماعية في 14 يناير 1984 وعمل فيها على مدى 30 سنة، إضافة إلى البنك الأهلي المتحد، وبعد اعتلاءه منصة قيادة التأمينات كان موجودات المؤسسة المالية 600 مليون دينار كويتي، وحين تركها عام 2012 بلغت موجوداتها 22 مليار دينار كويتي.

## مناصبه
- شغل منصب تنفيذي في الشركة للاستثمار في الكويت من عام 1975 حتى عام 1981
- رئيس المجلس الاستشاري شركة وفرة للاستثمار.
- رئيس بنك الكويت PLC المتحدة.
- رئيس الأهلي المتحد (المملكة المتحدة) المحدود.
- رئيس البنك الأهلي المتحد مصر.
- رئيس البنك الأهلي المتحد (ش).
- رئيس مجلس إدارة شركة وفرة للاستثمار الدولي (الكويت).
- رئيس الاتحاد العقارية الكويتية في مجال الاستثمار من 1981 إلى 1984.
- رئيس مجلس إدارة البنك المصري الخليجي (القاهرة).
- نائب رئيس مجلس إدارة بنك الكويت الصناعي (الكويت).
- مديرًا لمجموعة الصناعات الوطنية القابضة (ش) منذ عام 1996.
- عضو مجلس إدارة بيت الزكاة (الكويت).
- مدير عام المؤسسة العامة للتأمينات الاجتماعية منذ 1984 حتى 2012.

## قضية اختلاس الأموال
في منتصف عام 2012، أصدر وزير المالية الكويتي آنذاك مصطفى الشمالي قرارًا يقضي بإيقافه عن العمل مُؤقتًا، لحين الانتهاء من التحقيقات في قضية منسوبة إليه، وبعدها توالت أحداث القضية وشملت عدة اتهامات ضده، حتى وصلت إلى توجيه تهمة مُباشرة من النيابة العامة الكويتية أمام محكمة الجنايات الكويتية، تتهمه بقضية اختلاس أموال المؤسسة العامة للتأمينات الاجتماعية (الكويت)، وفي بداية عام 2015 طلبت النيابة العامة الكويتية من وزارة الداخلية الكويتية ضبط وإحضار فهد الرجعان، إذا كان داخل البلاد، أو عبر «الإنتربول» إذا كان خارجها، وذلك للتحقيق معه حول ما أُثير حول وجود مخالفات وتجاوزات على الأموال العامة خلال فترة توليه مسؤولية المؤسسة العامة للتأمينات الاجتماعية.
وفي عام 2016، أكد وزير العدل وزير الدولة لشؤون مجلس الأمة آنذاك فالح العزب بأن الكويت ستواصل مطاردة المدير العام السابق للمؤسسة العامة للتأمينات الاجتماعية فهد الرجعان حتى لو غادر بريطانيا كونهُ مطلوب في الكويت لاختلاس مبالغ كبيرة من المال العام.
في أبريل 2017، قُبض على الرجعان في لندن نيابة عن الكويت بسبب إدانته غيابيا بالفساد والاختلاس.
في 27 يونيو 2019، قضت محكمة الجنايات الكويتية بحكم ضد فهد الرجعان وزوجته منى محمد الوزان بالسجن المؤبد مع الشغل والنفاذ، وإلزام المتهمان برد مبلغ 82 مليون دولار أمريكي، وتغريم فهد الرجعان بمبلغ 164 مليون دولار أمريكي، وتغريم زوجته منى الوزان بمبلغ 147 مليون دولار أمريكي، ومصادرة جميع الممتلكات العقارية، والشركات والأسهم والمنقولات المستخدمة في ارتكاب جريمة غسل الأموال.
في 17 مارس 2022، قضت محكمة الجنايات الكويتية بحكم جديد ضد فهد الرجعان بحبسه 15 سنة مع الشغل والنفاذ وتغريمه 100 ألف دينار كويتي في قضية الإضرار بأموال المؤسسة العامة للتأمينات الاجتماعية وخسارة دولة الكويت 300 مليون دولار.

## وفاته
توفي فهد الرجعان إثر إصابته بنوبة قلبية في 6 سبتمبر 2022 في مقر إقامته في لندن عن عمر ناهز 73 عامًا.

## وصلات خارجية
- لقاء فهد الرجعان مع جعفر مذيع اليوم